# Matrimonio mistico di santa Caterina d'Alessandria con i santi Agostino, Marco e Giovanni Battista
Il Matrimonio mistico di santa Caterina d'Alessandria con i santi Agostino, Marco e Giovanni Battista o Matrimonio mistico di santa Caterina d'Alessandria è un dipinto del pittore veneziano Tintoretto realizzato circa nel 1545 e conservato nel Musée des Beaux-Arts  a Lione in Francia.

## Storia
Tintoretto probabilmente ha provato, a seguito di un ordine di dipingere il Doge di Venezia, Francesco Donà, al centro della tela, come è l'aspetto del costume indossato dal personaggio; tuttavia, il suo fallimento nel rappresentarlo lo avrebbe portato a sostituirlo con il personaggio di Santa Caterina. Il dipinto è stato  acquistato dal museo nel 1805.

## Descrizione
Questo dipinto fa parte della corrente manierista ed è caratterizzato dall'imponente presenza di figure che occupano tutto lo spazio della composizione; inoltre evidenzia il contrasto tra i colori scuri dello sfondo e le tonalità calde di colore oro dei vestiti.
Il dipinto mostra la  Maria Vergine di profilo, i capelli velati e circondati di luce, con un drappo rosso aderente di una cintura ai fianchi, un cappotto blu scuro sulle spalle. Seduta a sinistra, in piedi incrociati, tiene il Bambino Gesù in grembo, toccando alla coscia destra con la mano sinistra, mentre tiene un libro aperto con la mano destra. Di fronte a lei, al centro del dipinto, si trova Santa Caterina d'Alessandria in ginocchio, incoronata, con le mani giunte in preghiera e con in mano un ramo, con una tunica dorata sul colletto bordato da grandi bottoni tipici dei Dogi veneziani;  di fronte a lei c'è la ruota del suo martirio.  Alla destra della Santa si trova Sant'Agostino in piedi in paramenti vescovili. A sinistra della Santa si trova San Marco con le vesti blu e rosse è riconoscibile dal leone ai suoi piedi. San Giovanni Battista, raffigurato a destra, è a torso nudo e con la mano sinistra accarezza, a suo fianco, la testa di un agnellino. 
Alcuni edifici all'interno di un paesaggio desolato (nove colonne di un tempio sulla sinistra, così come edifici sulla destra in lontananza) e un cielo scuro e tumultuoso riempiono lo sfondo.